# Jewfish Cay
Jewfish Cay är en ö i Bahamas.   Den ligger i distriktet Exuma District, i den sydöstra delen av landet, 230 km sydost om huvudstaden Nassau.